# Abla Françoise Koutoglo
Abla Françoise Koutoglo, née le 9 mars 1999, est une escrimeuse togolaise.

## Carrière
Abla Françoise Koutoglo est médaillée de bronze en fleuret par équipes et en sabre par équipes aux Jeux africains de 2019,.